# Shackamaxon

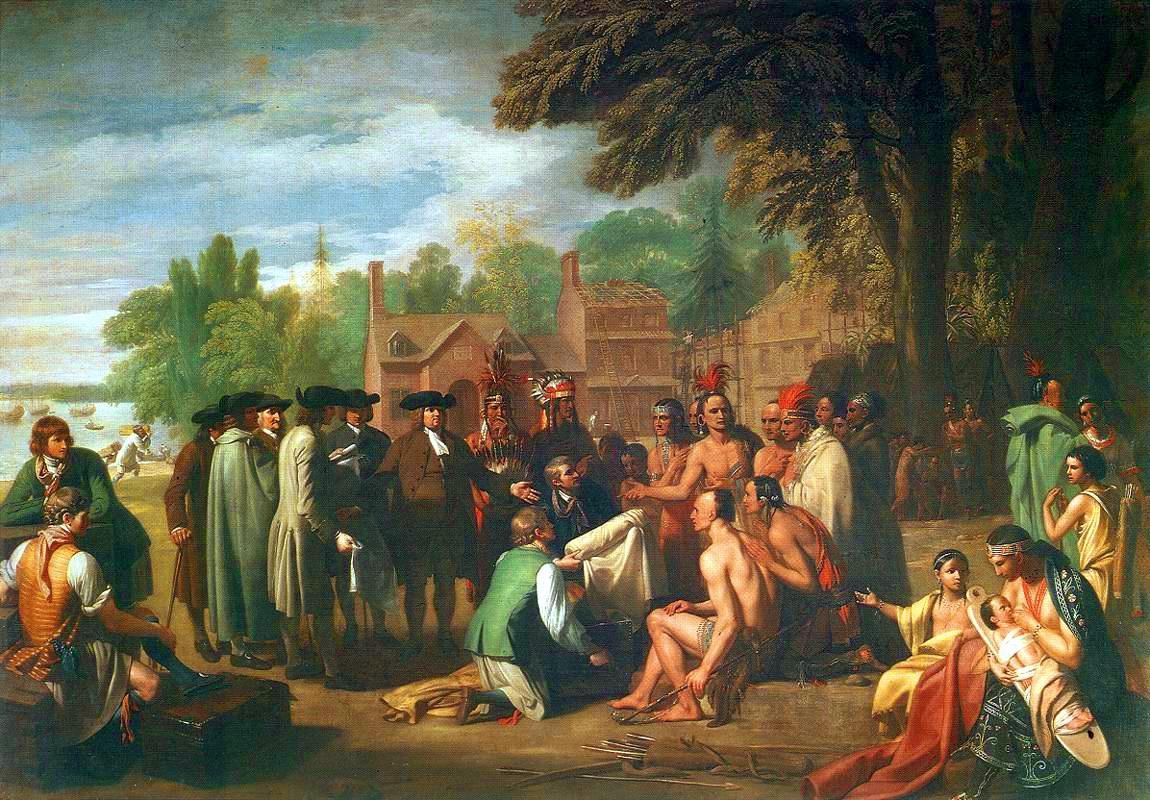
Il Trattato di Penn con gli Indiani di Benjamin West

Shackamaxon o Shakamaxon era un borgo storico lungo il fiume Delaware abitato dai nativi Delaware (Lenape) nel Nord America. Si trovava all'interno di quelli che oggi sono i confini della città di Filadelfia, Pennsylvania, Stati Uniti.
Nel 1682, William Penn riferì di aver firmato un trattato con i capi del villaggio Delaware sotto un olmo antico. Il trattato non fu autenticato, ma la firma è stata immortalata in numerose opere d'arte (in particolare, i dipinti di Benjamin West) ed è stata citata dall'autore francese Voltaire. L'olmo leggendario che segnava quel punto cadde in una tempesta nel 1810. La sua posizione è stata commemorata come parco, noto come Penn Treaty Park (Parco del Trattato di Penn).
Venne registrato che sei famiglie svedesi abitavano in quella zona prima dell'arrivo di Penn. Nel XIX secolo, il territorio di Shackamaxon era sviluppato all'interno dei quartieri odierni Port Richmond, Fishtown e Kensington di Philadelphia. 
Oggi c'è una Shackamaxon Street a Philadelphia che attraversa quei quartieri.
Il trattato Shackamaxon è citato su diversi siti web ufficiali come parte della storia della Pennsylvania, ad esempio il sito della Pennsylvania Historical and Museum Commission.